# بابک لطیفی
بابک لطیفی (زاده ۲۳ شهریور ۱۳۶۶ در کرج) بازیکن فوتبال اهل ایران است که در پست مهاجم سابقه بازی در لیگ برتر و لیگ دسته اول فوتبال ایران را در کارنامه خود دارد. او که پرورش یافته باشگاه ذوب‌آهن اصفهان است، در تیم‌هایی مانند استیل‌آذین تهران،‌ سایپا البرز، شاهین بوشهر در کنار فجرسپاسی شیراز سابقه بازی دارد و در دوره حضورش در تیم گل‌ریحان البرز تصمیم به خداحافظی از میادین ورزشی گرفت.
لطیفی در سال‌های ۱۳۸۱ و ۱۳۸۲ سابقه دعوت به تیم ملی نوجوانان و تیم ملی جوانان ایران را در کارنامه خود دارد.

## افتخارات
- نایب‌قهرمانی در لیگ برتر امیدهای ایران همراه با تیم ذوب‌آهن اصفهان
- قهرمانی جام حذفی ایران همراه با تیم ذوب‌آهن اصفهان
- نایب‌قهرمانی لیگ برتر ایران همراه با تیم ذوب‌آهن اصفهان
- نایب‌قهرمانی جام حذفی ایران همراه با تیم شاهین بوشهر
- قهرمانی در لیگ آزادگان همراه با تیم پیکان تهران
- قهرمانی در مسابقات دانشجویان جهان همراه با تیم ملی دانشجویان ایران